# Castello di Halton
Il castello di Halton (Halton Castle) si trova nell'ex villaggio di Halton che fa ora parte della città di Runcorn, Cheshire, Inghilterra. Il castello è situata in cima alla collina di Halton (Halton Hill), un rilievo di arenaria che domina il villaggio. È stato designato dall'English Heritage come monumento classificato di primo grado (ossia di eccezionale interesse), nonché come monumento pianificato.
Fu sede dei Baroni di Halton dall'XI fino al XIV secolo e passò poi al Ducato di Lancaster. Fu assediato due volte durante la Guerra civile, dopodiché la sua struttura si andò deteriorando. Nel XVIII secolo fu costruito un nuovo palazzo di giustizia sul sito del precedente corpo di guardia. Il castello giace in rovina separato dal palazzo di giustizia, che è stato convertito in un pub.

## Storia

### Edificio e amministrazione
Sebbene non vi siano prove sopravvissute, è probabile che in tempi preistorici Halton Hill fosse un insediamento. In seguito alla conquista normanna, la Baronia di Halton fu istituita da Hugh Lupus, conte di Chester. Il primo barone a essere nominato fu Nigel di Cotentin ed è quasi certo che avesse edificato un castello motte e bailey sul sito, costruendolo in legno, sebbene gli scavi del 1986–87 non abbiano mostrato prove di una struttura motte e bailey o di una torre di legname o di una palizzata. È assai probabile che durante il XII secolo la struttura in legno sia stata sostituita da un castello costruito in arenaria locale, sebbene non vi siano prove documentali di questi resti. I dettagli dei lavori di costruzione non sono chiari, ma si è suggerito che Giovanni Plantageneto, il XIV barone, abbia apportato modifiche al castello, ma di nuovo anche questo non è stato confermato da prove documentali. Quando il XV barone, Henry Bolingbroke, ascese al trono come re Enrico IV, il castello diventò proprietà del Ducato di Lancaster.
Le prime prove documentali di lavori edilizi nel castello di Halton mostrano che durante il XV secolo fino al XVI secolo ebbe una regolare manutenzione. Tra il 1450 e il 1457 fu costruita una nuova torre all'ingresso. Non ci sono prove che il castello abbia avuto una parte nella Guerra delle due rose; ciò sarebbe stato improbabile a causa della sua posizione relativamente oscura. Tuttavia un censimento dei palazzi reali nel 1609 suggerisce che ormai il castello era caduto in rovina. Durante il periodo Tudor fu utilizzato meno come fortezza e più come prigione, centro amministrativo e tribunale. Nel 1580–81 il castello fu designato come prigione per i ricusanti cattolici, ma non ci sono prove che sia mai stato utilizzato a tal fine.

### Visite reali
Vi sono scarse prove di una qualsiasi visita di personaggi eminenti al castello, sebbene si creda che nel 1207 re Giovanni l'abbia visitato e abbia donato 5 sterline per la manutenzione della cappella. Edoardo II visitò certamente il castello e vi rimase per tre giorni nel novembre 1323, periodo durante il quale visitò anche il Priorato di Norton.

### Guerra civile
Allo scoppio della Guerra civile il castello fu trasformato in guarnigione dai realisti sotto il comando del capitano Walter Primrose, che era stato nominato dal Conte di Rivers. Fu assediato dalle forze parlamentari sotto sir William Brereton nel 1643, e i realisti alla fine si arresero dopo parecchie settimane. Sentendo dell'avvicinamento delle superiori forze realiste guidate dal principe Rupert, i parlamentaristi abbandonarono il castello, che fu di nuovo controllato dai realisti sotto il colonnello Fenwick. Ci fu un secondo assedio nel 1644 ma, mentre le fortune dei realisti altrove declinavano, essi si ritirarono da Halton e i parlamentaristi sotto sir William Brereton rioccuparono il castello. Nel 1646 si tenne un "consiglio di guerra" a Warrington dove si decise che le difese dei castelli di Halton e di Beeston dovessero essere smantellate. Nel tempo questo fu realizzato e il castello di Halton non ebbe più alcuna funzione militare. Entro il 1650 si diceva che il castello fosse "molto diroccato".

### Storia successiva

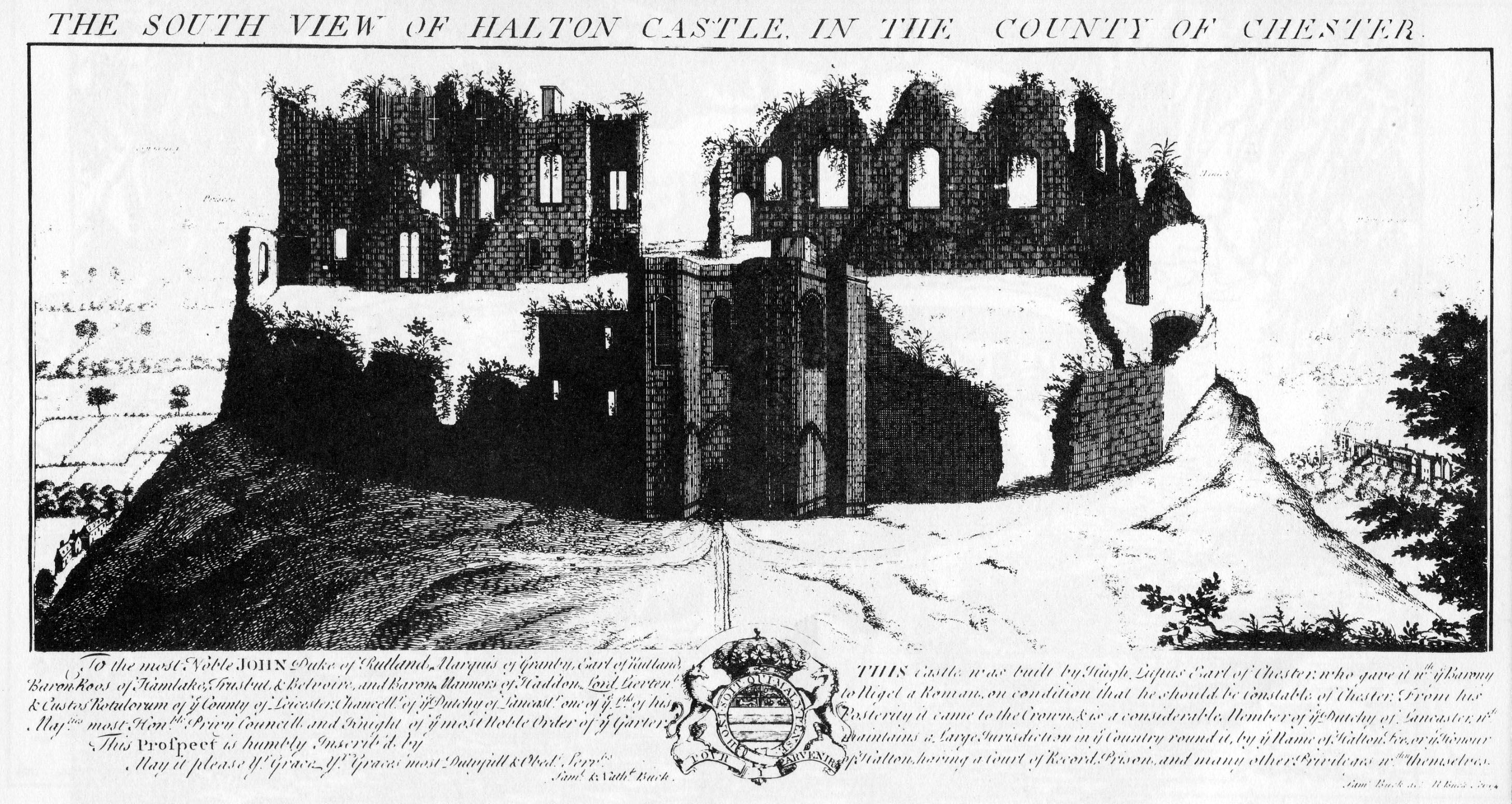
Il castello di Halton nel 1727. Incisione dei fratelli Buck

La condizione dell'edificio continuò a deteriorarsi, sebbene il corpo di guardia rimanesse in uso come tribunale. Nel 1728 George Cholmondeley, II conte di Cholmondeley, prese in affitto il sito dalla Corona. Nel 1737 fu costruito un palazzo di giustizia sul sito del corpo di guardia medievale. Henry Sephton, un architetto e costruttore di Liverpool, e John Orme, un falegname di Prescot, furono incaricati di eseguire il lavoro. Il primo piano ospitava l'aula del tribunale e i prigionieri erano tenuti nel seminterrato. Entro il 1792 il palazzo di giustizia era caduto in rovina e fu trovato del denaro per ripararlo, sebbene non ne sia chiara l'origine. Il tribunale vi continuò a funzionare fino al 1908.
Intorno al 1800 tre muri a capriccio erano state aggiunte ai muri rovinati esistenti sul lato est del castello per farlo sembrare più imponente dal Priorato di Norton, casa di sir Richard Brooke. Uno di questi muri fu demolito intorno al 1906. Durante l'era vittoriana furono costruiti un giardino incassato e due campi per il gioco delle bocce all'interno della recinzione del castello. Nel 1977 il castello fu ceduto in affitto al Municipio del Borgo di Halton. Nel 1986–87 il sito del castello fu scavato.

## Stato attuale

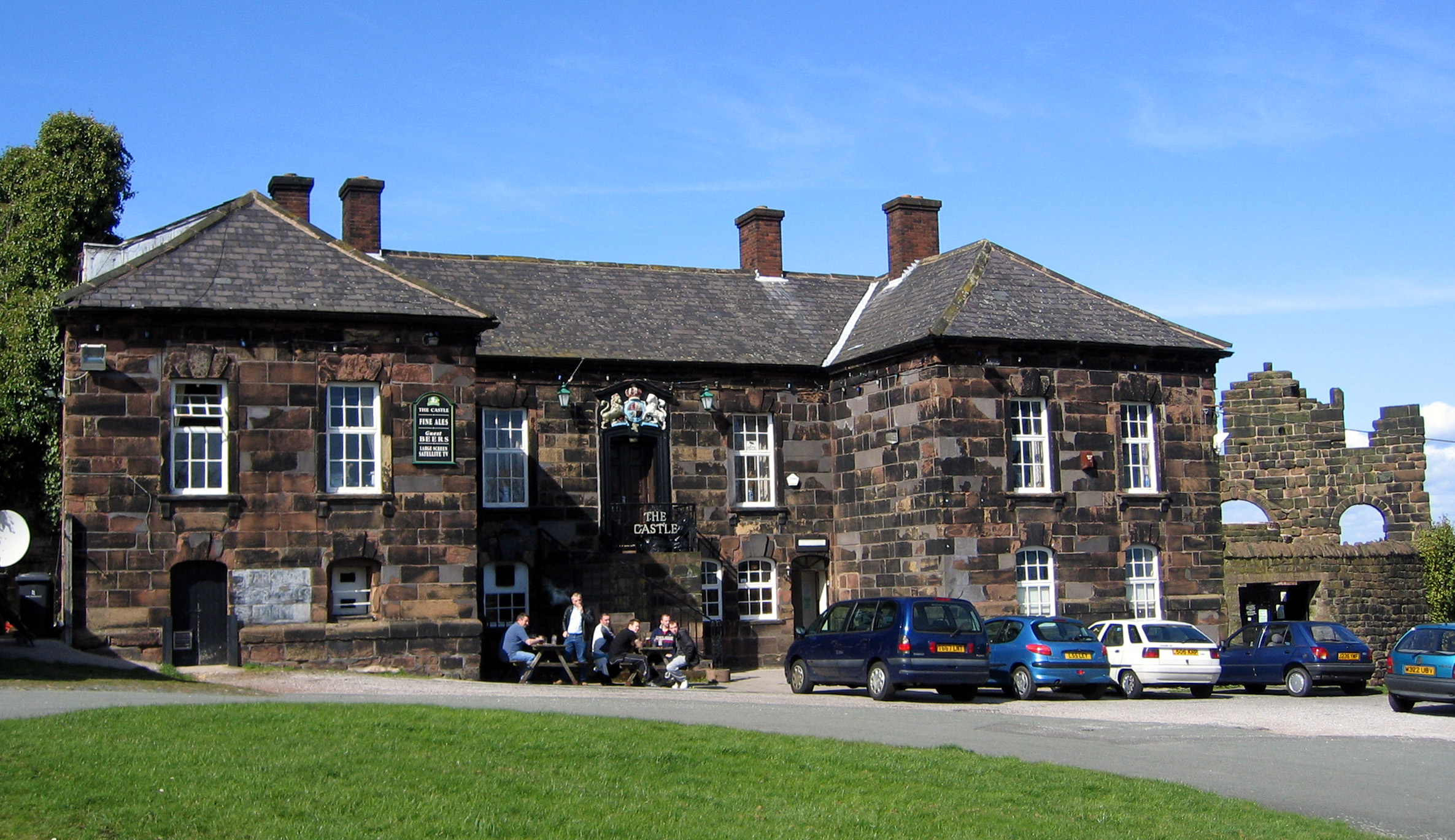
L'antico palazzo di giustizia del castello, ora Castle Hotel

Il castello continua a essere di proprietà del Ducato di Lancaster e il sito è gestito dalla Fondazione del Museo del Priorato di Norton (Norton Priory Museum Trust). L'interno del castello occasionalmente è aperto al pubblico e ci sono piani per renderlo più accessibile in futuro. Il castello è un monumento classificato di primo grado. I suoi muri sono in uno stato rovinoso ma la circonferenza è intatta ed è possibile camminare completamente intorno all'esterno. Dalla sua posizione elevata si godono ampie vedute in tutte le direzioni, compresi il Lancashire, il Cheshire, i Pennini, le colline del Peak District e le montagne del Galles del Nord. Il palazzo di giustizia è ora un pub, il Castle Hotel. Il primo piano è utilizzato come sala per cerimonie e il seminterrato contiene le cantine del pub. È stato designato come monumento classificato di secondo grado* (categoria che comprende gli edifici particolarmente importanti di interesse più che speciale).